# Castell de Rocafort (Rocafort)
El castell de Rocafort fou una fortificació al poble de Rocafort de Bages, del qual és l'origen. Les restes, en estat ruïnós, estan damunt un petit turó, a mà esquerra de la carretera, poc abans d'arribar al poble pujant del Pont de Vilomara. És catalogat com un Bé Cultural d'Interès Nacional.

## Història
Rocafort és esmentat per primera vegada el 909 en una escriptura de venda, atorgada pels comtes Sunyer i Riquilda, d'un alou situat a la vall de Néspola (de Nespres) al lloc anomenat «Palau de Vesa», del comtat de Manresa. Aquest seria el seu nom primitiu.
Aquest castell era el centre d'un terme primitiu anomenat Nèspola que comprenia els castells de Rocafort (Nèspola), el de Mura i possiblement el de Talamanca. Al final del segle x se separà en els tres termes dels tres castells. El terme de Nèspola es documenta el 926. L'any 1022 es documentà com a «Rokaforte» i s'escriu «castell de Nèspola que diuen Rocafort»; el nom antic no s'esmentà més si bé la parròquia s'anomenà de Palau de Vesa fins a principis del segle xii. Eren de domini comtal el castell, importants alous i les esglésies. Molt aviat foren adquirits per la família que s'anomenarà Rocafort, que tingué el castell en alou i en foren els senyors eminents. El topònim Rocafort prevaldrà com a definitiu en la denominació del castell, la parròquia, el llinatge i la senyoria feudal del terme.
L'any 1281, Umbert de Rocafort donà a Berenguer de Sitjar «de Cigiario», fill de Pere de Sitjar, ciutadà de Barcelona, el domini del castell de Rocafort que li havia venut. El castell estigué poc més de mig segle en mans de la família Sitjar. El darrer senyor laic fou Pere de Sitjar. Pere morí poc abans el 1348 i la seva vídua, Guillema Nerell, encarregà el sarcòfag que es troba actualment a l'església parroquial de Rocafort a l'escultor i picapedrer manresà Berenguer Ferrer. També restaurà la capella del castell. L'any 1358 instituí una capellania que comportava que el sacerdot havia de residir a la capella del castell. Aquesta dama deixà en testament el castell de Rocafort al monestir de Sant Benet de Bages l'any 1377. Abandonat pels monjos, fou destruït durant la guerra dels catalans contra Joan II, la Guerra civil catalana.
El monestir mantingué la jurisdicció senyorial del terme de Rocafort fins a l'abolició dels senyorius jurisdiccionals i l'exclaustració eclesiàstica al segle xix (1835).

## Arquitectura
La part més vistent que resta dempeus consisteix en un mur al cantó de migdia, que presenta un gruix de 85 cm i una llargada de 10,90 m. En aquest cos hi ha una obertura quadrada que segurament hauria estat el marc d'una finestra. A la cara inferior d'aquesta paret hi trobem dues mènsules a sobre de les quals hi ha un forat quadrat, que es repeteix al llarg de tot el mur. Pel cantó est aquest mur queda interromput pel cingle, però per la banda de ponent sembla que es manifesta certa continuïtat en un altre mur situat a 5,70 m vers ponent el qual, amb un gruix d'1,20 m i una alçada d'un metre, s'estira fins a 4,60 m a partir dels quals i formant angle recte canvia de sentit i avança uns 3,70 m vers tramuntana. En aquest fragment hi ha vestigis d'una obertura espitllerada. A quatre metres de la paret de migjorn hi ha les restes d'un altre mur que conserva una llargada de 5,78 m. Es pot distingir el vall en el cantó nord-occidental del pujol. No hi ha cap vestigi de la torre que devia aixecar-se en el punt més alt.
L'aparell està fet a partir de blocs de pedra ben tallats, força grans i disposats en filades, units amb morter grisenc, pastat amb sorra i calç. A la part superior del mur de migdia l'aparell és diferent, obrat en pedres més petites que semblen evidenciar una remodelació posterior.
L'any 2013, s'efectuà una prospecció arqueològica de tot el conjunt. La feina feta va permetre saber que el castell tenia un recinte sobirà de 535 m2, un recinte jussà de 475 m2, un fossat defensiu d'entre 7 i 8 metres de fondària i que probablement l'acumulació de terres a la part alta és el que resta de la torre del castell.